# Allen J. Ellender
Allen Joseph Ellender (Montegut, 24 settembre 1890 – Bethesda, 27 luglio 1972) è stato un politico statunitense, senatore per lo stato della Louisiana dal 1937 al 1972 e Presidente pro tempore del Senato degli Stati Uniti tra il 1971 e il 1972.

## Biografia
Nato in una famiglia cajun, Ellender studiò presso l'Università Tulane e, dopo la laurea in giurisprudenza, divenne avvocato. Nonostante fosse stato inizialmente dispensato dal servizio di leva per calcoli renali, insistette per arruolarsi come volontario e si iscrisse al programma di addestramento dell'esercito. La fine della prima guerra mondiale tuttavia portò all'interruzione del programma, che pertanto Ellender non terminò mai. Alcune note biografiche riportano che Ellender abbia prestato servizio come sergente nei corpi d'artiglieria durante la guerra.
Entrato in politica con il Partito Democratico, fu membro della Camera dei rappresentanti della Louisiana dal 1924 al 1936, rivestendo la carica di Presidente dell'assemblea negli ultimi quattro anni.

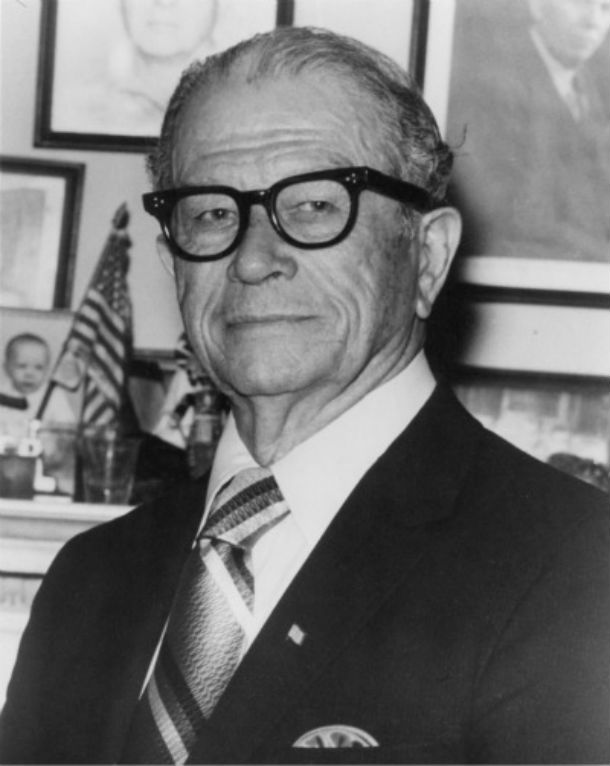
Allen J. Ellender negli ultimi anni di carriera politica

Nel 1935 il popolare ed influente senatore Huey Long venne assassinato, pertanto il suo seggio restò vacante, venendo provvisoriamente occupato da sua moglie Rose. Alle successive elezioni del 1936 si affermò come candidato democratico il governatore in carica Oscar K. Allen, che tuttavia morì improvvisamente durante la campagna elettorale. La nomina andò pertanto a Ellender, che vinse agevolmente le elezioni e divenne senatore.
Negli anni successivi, Allen Ellender fu riconfermato dagli elettori per altri cinque mandati completi. Durante la sua permanenza al Congresso si configurò come uno dei membri più segregazionisti dell'assemblea: si oppose strenuamente al Voting Rights Act e al Civil Rights Act del 1964 e contribuì ad affossare un disegno di legge contro il linciaggio affermando "La supremazia bianca deve essere mantenuta ad ogni costo".
Divenuto Presidente pro tempore del Senato degli Stati Uniti nel 1971, si candidò per un nuovo mandato alle elezioni del 1972. Nelle primarie fu sfidato da J. Bennett Johnston, ma durante la campagna elettorale subì una trombosi coronarica che lo portò alla morte nel mese di luglio presso il Bethesda Naval Hospital. Il suo seggio fu occupato provvisoriamente dalla moglie del governatore Edwin Edwards, Elaine, fino allo svolgimento delle elezioni già programmate. Johnston fu di fatto proclamato vincitore delle primarie per via della morte dell'avversario e riuscì ad aggiudicarsi anche le elezioni generali divenendo senatore, all'incirca allo stesso modo in cui a sua volta Ellender aveva ottenuto il seggio trentasei anni prima.
Durante la sua permanenza al Senato amava cucinare piatti tipici cajun per colleghi ed ospiti.